# Robert Mańka
Robert Mańka (ur. 17 kwietnia 1971) – polski lekkoatleta, wieloboista, medalista mistrzostw Polski, reprezentant Polski.

## Kariera sportowa
Był zawodnikiem Juvenii Wrocław i AZS-AWF Wrocław.
W 1989 został mistrzem Polski juniorów w dziesięcioboju. Na mistrzostwach Polski seniorów na otwartym stadionie zdobył dwa medale w dziesięcioboju: srebrny w 1992 i brązowy w 1994. W halowych mistrzostwach Polski seniorów wywalczył dwa srebrne medale w siedmioboju: w 1992 i 1993.
Reprezentował Polskę na zawodach Pucharze Europy w wielobojach. W 1993 nie ukończył zawodów I ligi (II poziom rozgrywek), w 1994 był 18. w zawodach I ligi (II poziom rozgrywek), z wynikiem 7063.
W 2019 zdobył w dziesięcioboju brązowy medal mistrzostw Europy weteranów.
Rekord życiowy w dziesięcioboju: 7143 (1994), w siedmioboju w hali: 5429 (21.02.1993).